# Liste der Monuments historiques in Plouégat-Guérand
Die Liste der Monuments historiques in Plouégat-Guérand führt die Monuments historiques in der französischen Gemeinde Plouégat-Guérand auf.

## Liste der Bauwerke
| Bezeichnung                    | Beschreibung | Standort | Kennzeichnung | Schutzstatus | Datum | Bild           |
| ------------------------------ | ------------ | -------- | ------------- | ------------ | ----- | -------------- |
| Kirche St-Agapit und Calvaires |              | (Lage)   | PA29000066    | Classé       | 2010  | weitere Bilder |
| Tumulus                        |              | (Lage)   | PA00090224    | Classé       | 1977  | weitere Bilder |

## Liste der Objekte
- Monuments historiques (Objekte) in Plouégat-Guérand in der Base Palissy des französischen Kultusministeriums